# Hofgartenkaserne
Die Hofgartenkaserne, auch Max-Joseph-Kaserne genannt, war eine Kaserne der Bayerischen Armee in München. Sie befand sich ab Anfang des 19. Jahrhunderts am östlichen Rand des Hofgartens an dem Ort, an dem heute die Bayerische Staatskanzlei steht. Nach Abriss der Kaserne 1899 wurde an ihrer Stelle das Gebäude des Bayerischen Armeemuseums errichtet, das nach seiner weitgehenden Zerstörung im Zweiten Weltkrieg und darauf folgendem, jahrzehntelangem Leerstand als Ruine schließlich mit seinen Resten in den Neubau der Bayerischen Staatskanzlei integriert wurde.

## Baugeschichte
Bereits im späten 18. Jahrhundert gab es Pläne, einige neue Kasernen für die Münchner Garnison zu errichten. Vonseiten der Garnison wurde 1801 der Bauplatz am Hofgarten vorgeschlagen und gleichzeitig dem damaligen Kurfürsten Max IV. Joseph, später König Max I. Joseph, ein Plan des Kriegsökonomierates Joseph Frey vorgelegt. Der Platz schien gute Bedingungen zu bieten, die Soldaten angemessen unterzubringen; gleichzeitig sollte ein würdig auszuführendes Gebäude der Verschönerung der Stadt dienen. Als günstig wurde unter anderem betrachtet, dass der Köglmühlbach hier vorbeifloss, er sollte ursprünglich mit der Kaserne überbaut werden und die Entsorgung der Aborte sicherstellen. Weil die Garnison mit den Besitzern der Köglmühle und der Kainzmühle, die sich am geplanten Baugrundstück befanden, nicht einig werden konnte, wurde auf die Überbauung des Baches verzichtet, und die Kaserne 15 Meter weiter westlich errichtet. An der neuen Stelle hatte sich ein Zierteich aus dem 17. Jahrhundert befunden, dessen Schlamm teilweise abtransportiert wurde; das Gelände wurde dann aufgefüllt. Grundsteinlegung für die Kaserne war 1801, drei Jahre später waren die ersten Teile bezugsfertig, die letzten im Jahr 1808.

## Gebäude
Die Hofgartenkaserne hatte in etwa die Dimensionen des späteren Armeemuseums und der heutigen Staatskanzlei und war wie diese als einheitlicher, riegelartiger Block ausgeführt. Zuvor standen an dieser Stelle mehrere kleinere Gebäude. Der dichte Abschluss des Hofgartens nach Osten nahm also mit dem Bau der Kaserne seinen Anfang. Mit Erdgeschoss und drei Obergeschossen konnte die Kaserne zwischen ungefähr 1.600 und 2.150 Mann Unterkunft geben, je nach Einschätzung der angemessenen Belegungsdichte. Der Bau war etwa 190 Meter lang, der Mittelpavillon war ein Stockwerk höher als die Seitenflügel. Die Unterkünfte für die Truppe lagen an der Ostseite, zu erreichen waren sie über Gänge an der Hofgartenseite. Joseph Frey entwarf das Gebäude im klassizistischen Stil. Über dem Haupttor war eine etwa 1,3 Meter hohe Marmorbüste Max I. Josephs von Roman Anton Boos angebracht, die, zunächst vergessen, lange nach Abriss der Hofgartenkaserne eine weitere Verwendung an der Türkenkaserne fand.

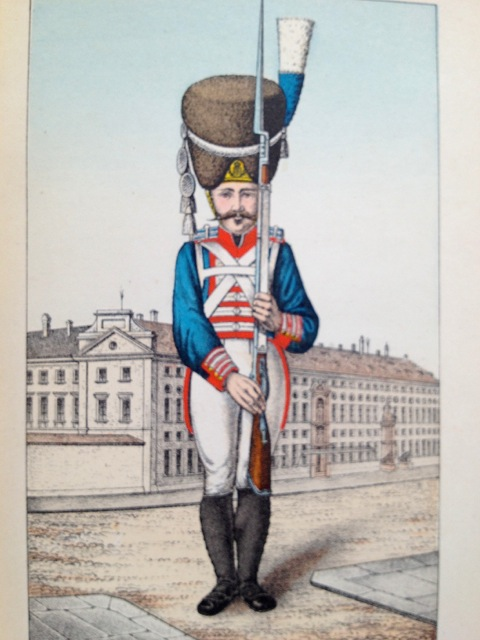
Die Abbildung zeigt einen Soldaten des königlich-bayerischen Leibregimentes vor der Fassade der Münchner Residenz. Die Unterbringung erfolgte in der nahen Hofgartenkaserne.

An der westlichen Seite der Kaserne lag, zum Hofgarten gelegen, ein Exerzierplatz. Belegt wurde die Kaserne, passend zum Standort nahe der Münchner Residenz, mit dem königlichen Leibregiment.
Am 6. September 1835 fuhr Heinrich Adolph von Zwanziger, ehemaliger Kommandeur des 1. Bayerischen Infanterie-Regiments „König“, an der Hofgartenkaserne vorbei. Dort scheute infolge eines Trommelsignals sein Pferd und ging mit der Kutsche durch. Zwanziger stürzte auf die Straße, wo er sich lebensgefährlich am Kopf verletzte und verstarb am 15. September.

## Die Kaserne als Gesundheitsrisiko
Ab den 1850er Jahren zeigte sich, dass die in der Hofgartenkaserne untergebrachten Soldaten mit überdurchschnittlicher Häufigkeit an Typhus erkrankten. Bereits 1855 wurde daher ein Abriss und Neubau an anderer Stelle erwogen. König Max II. erklärte 1856 in einem Brief an den Kriegsminister diese Frage zur Gewissenssache. Dennoch wurde die Kaserne erst 1899 abgerissen, den Ausschlag hatte die verheerende Typhusepidemie des Jahres 1893 gegeben. Das erhöhte Typhusrisiko in der Kaserne wurde auf unterschiedliche Ursachen zurückgeführt. König Ludwig I. hatte bereits 1826 im zweiten Stockwerk eine große Wohnung für den Hofgärtner einrichten lassen, die zeitweise auch als Treibhaus diente. Nach Ansicht einiger Ärzte begünstigte die damals durch Feuchtigkeit angerichteten Schäden den Typhus. Max von Pettenkofer war der Ansicht, die ungünstige tiefe Lage der Kaserne, zumal auf dem schlammigen Grund des ehemaligen Sees, bedinge ungünstige Grundwasserverhältnisse und damit gesundheitsschädliche Feuchtigkeit im Gebäude, dafür sprach, dass die im Erdgeschoss untergebrachten Soldaten am schlimmsten betroffen waren. Eine weitere Theorie machte wiederum das Grundwasser selber verantwortlich, das zum Abwaschen verwendet wurde und so die Keime weitergegeben haben könnte; für diese These sprach der Umstand, dass in der Türkenkaserne nur Angehörige des Leibregimentes erkrankt waren, die mit zentral in der Hofgartenkaserne für dieses Regiment bereitetem Essen versorgt wurden.

## Planungen für das Gelände der Hofgartenkaserne
Bereits 1816 hatte Leo von Klenze Pläne angefertigt, Hofgarten und Kaserne durch Arkadengebäude vom Hofgarten zu trennen. Mit dem ins Auge gefassten Abriss der Hofgartenkaserne schlug er diese Arkaden 1861 zusammen mit einem kleineren Kasernenneubau vor. Für das von König Ludwig II. gewünschte und von Gottfried Semper geplante Festspielhaus für die Werke Richard Wagners wurde zeitweise neben einem Standort am Isarhang auch der der abzureißenden Hofgartenkaserne in Betracht gezogen. Ein dritter Plan Hermann Franckes schließlich sah einen Neubau für das Bayerische Nationalmuseum in neubarockem Stil auf dem Gelände vor. Auf keinen Fall jedenfalls sollte der Platz für Fabrikbauten zur Verfügung stehen, da Max II. fürchtete, Arbeiter könnten die Residenz beschießen. Da auch eine anderweitige private Nutzung nicht erwünscht war, wurde dort ab 1900 das Gebäude für das bereits 1879 gegründete Armeemuseum errichtet.

## Homosexualität
Wie in vielen großen Städten mit umfangreicher Soldatenpräsenz blühte auch in München die Soldatenprostitution. Die unmittelbare Nähe der Hofgartenkaserne zum Englischen Garten führte dazu, dass sich dieser als Treffpunkt homosexueller Männer der Stadt etablierte.